# 哈巴涅拉
哈巴涅拉是一种产生于古巴哈瓦那的舞曲，节奏缓慢，二拍子，第一拍用切分音，19世纪中叶广泛用于行列舞伴奏，并被水手带回西班牙流行，有音乐家用这种形式写作，如萨拉萨蒂的小提琴曲《西班牙舞曲》第二首就是哈巴涅拉节奏（作品第21号），伊拉迭尔写过哈巴涅拉歌曲，著名的《鸽子》，此外比才在他的歌剧《卡门》中也用哈巴涅拉，如其中的《爱情是一只自由的鸟儿》。